# Дилетант (фильм)
«Дилетант» (другое название — «Любитель») — кинофильм, экранизация романа Роберт Литтела.

## Сюжет
Обычный офисный работник ЦРУ (Джон Сэвидж), не являющийся суперагентом, отправляется на поиски террористов, убивших его невесту в ходе захвата посольства США в Мюнхене. Поиски приводят его на территорию одной из социалистических стран, где ему с помощью местной противницы социалистического режима удаётся найти и ликвидировать всех террористов, повинных в смерти его невесты. Вот только в ходе розысков выясняется, что к террористической акции причастно руководство ЦРУ…

## В ролях
- Джон Сэвидж — Чарльз Хеллер
- Кристофер Пламмер — профессор Лакос
- Марта Келлер — Элизабет
- Артур Хилл — Бревер
- Ян Рубеш — Каплан
- Роберт Битти — посол Невилл
- Ян Тржиска — Родзенко
- Джон Керр — агент ЦРУ
- Джордж Робертсон — консул США

## Съёмочная группа
- Режиссёр: Чарльз Джэррот
- Продюсеры: Марио Кассар, Эндрю Вайна
- Сценарист: Роберт Литтел, Дайана Мэддокс
- Композитор: Кеннет Уоннберг
- Оператор: Джон Кокийон